# René Adler
René Adler (Leipzig, 15 januari 1985) is een Duits doelman in het betaald voetbal. Hij verruilde Hamburger SV in juli 2017 transfervrij voor 1. FSV Mainz 05. Adler debuteerde in oktober 2008 in het Duits voetbalelftal.

## Clubcarrière
Adler maakte de jeugdopleiding af bij Bayer Leverkusen en werd er in het seizoen 2003/04 bij de eerste selectie gehaald. Hij speelde nog tot 2007 zijn wedstrijden voor het tweede team in de Regionalliga voor hij daadwerkelijk zijn competitiedebuut maakte. Hij maakte in februari 2007 zijn Bundesliga-debuut en werd met ingang van het seizoen 2007/08 eerste doelman van Leverkusen.

## Clubstatistieken
| Seizoen | Club                | Competitie | Duels | Goals |
| ------- | ------------------- | ---------- | ----- | ----- |
| 2003/04 | Bayer 04 Leverkusen | Bundesliga | 0     | 0     |
| 2004/05 | Bayer 04 Leverkusen | Bundesliga | 0     | 0     |
| 2005/06 | Bayer 04 Leverkusen | Bundesliga | 0     | 0     |
| 2006/07 | Bayer 04 Leverkusen | Bundesliga | 11    | 0     |
| 2007/08 | Bayer 04 Leverkusen | Bundesliga | 33    | 0     |
| 2008/09 | Bayer 04 Leverkusen | Bundesliga | 31    | 0     |
| 2009/10 | Bayer 04 Leverkusen | Bundesliga | 31    | 0     |
| 2010/11 | Bayer 04 Leverkusen | Bundesliga | 32    | 0     |
| 2011/12 | Bayer 04 Leverkusen | Bundesliga | 0     | 0     |
| 2012/13 | Hamburger SV        | Bundesliga | 32    | 0     |
| 2013/14 | Hamburger SV        | Bundesliga | 30    | 0     |
| 2014/15 | Hamburger SV        | Bundesliga | 12    | 0     |
| 2015/16 | Hamburger SV        | Bundesliga | 24    | 0     |
| 2016/17 | Hamburger SV        | Bundesliga | 19    | 0     |
| 2017/18 | 1. FSV Mainz 05     | Bundesliga | 1     | 0     |
| TOTAAL  | TOTAAL              | TOTAAL     | 256   | 0     |

Bijgewerkt tot en met 22 augustus 2017

## Interlandcarrière
Adler reisde met het Duitse nationale team als derde doelman mee naar het EK 2008 in Zwitserland en Oostenrijk, waar hij niet in actie kwam. Op 11 oktober 2008 maakte hij vervolgens zijn debuut als Duits international in een kwalificatiewedstrijd voor het WK 2010 tegen Rusland. Hij zou als eerste doelman fungeren op het WK zelf, maar een maand voor het toernooi begon, meldde Adler zich af bij bondscoach Joachim Löw. Dit omdat hij te veel last had van een twee weken eerder gebroken rib.
| Interlands van René Adler voor Duitsland | Interlands van René Adler voor Duitsland | Interlands van René Adler voor Duitsland | Interlands van René Adler voor Duitsland | Interlands van René Adler voor Duitsland | Interlands van René Adler voor Duitsland | Interlands van René Adler voor Duitsland |
| №                                        | Datum                                    | Wedstrijd                                | Uitslag                                  | Competitie                               | Goals                                    |                                          |
| Als speler van Bayer 04 Leverkusen       | Als speler van Bayer 04 Leverkusen       | Als speler van Bayer 04 Leverkusen       | Als speler van Bayer 04 Leverkusen       | Als speler van Bayer 04 Leverkusen       | Als speler van Bayer 04 Leverkusen       | Als speler van Bayer 04 Leverkusen       |
| ---------------------------------------- | ---------------------------------------- | ---------------------------------------- | ---------------------------------------- | ---------------------------------------- | ---------------------------------------- | ---------------------------------------- |
| 1                                        | 11 oktober 2008                          | Duitsland – Rusland                      | 2 – 1                                    | Kwalificatie WK 2010                     | 0                                        |                                          |
| 2                                        | 15 oktober 2008                          | Duitsland – Wales                        | 1 – 0                                    | Kwalificatie WK 2010                     | 0                                        |                                          |
| 3                                        | 19 november 2008                         | Duitsland – Engeland                     | 1 – 2                                    | Vriendschappelijk                        | 0                                        |                                          |
| 4                                        | 11 februari 2009                         | Duitsland – Noorwegen                    | 0 – 1                                    | Vriendschappelijk                        | 0                                        |                                          |
| 5                                        | 5 september 2009                         | Duitsland – Zuid-Afrika                  | 2 – 0                                    | Vriendschappelijk                        | 0                                        |                                          |
| 6                                        | 9 september 2009                         | Duitsland – Azerbeidzjan                 | 4 – 0                                    | Kwalificatie WK 2010                     | 0                                        |                                          |
| 7                                        | 10 oktober 2009                          | Rusland – Duitsland                      | 0 – 1                                    | Kwalificatie WK 2010                     | 0                                        |                                          |
| 8                                        | 14 oktober 2009                          | Duitsland – Finland                      | 1 – 1                                    | Kwalificatie WK 2010                     | 0                                        |                                          |
| 9                                        | 3 maart 2010                             | Duitsland – Argentinië                   | 0 – 1                                    | Vriendschappelijk                        | 0                                        |                                          |
| 10                                       | 17 november 2010                         | Zweden – Duitsland                       | 0 – 0                                    | Vriendschappelijk                        | 0                                        |                                          |
| Als speler van Hamburger SV              |                                          |                                          |                                          |                                          |                                          |                                          |
| 11                                       | 6 februari 2013                          | Frankrijk – Duitsland                    | 1 – 2                                    | Vriendschappelijk                        | 0                                        |                                          |
| 12                                       | 29 mei 2013                              | Ecuador – Duitsland                      | 2 – 4                                    | Vriendschappelijk                        | 0                                        |                                          |

Bijgewerkt t/m 17 juli 2013